# Pseudolarix
Pseudolarix is de botanische naam van een geslacht uit de dennenfamilie (Pinaceae). De enige soort is Pseudolarix amabilis.